# Boulevard Solitude
Boulevard Solitude est un opéra en sept tableaux de Hans Werner Henze sur un livret du compositeur et de Grete Weil d'après la pièce de Walter Jockisch librement inspiré de Manon Lescaut de l'abbé Prévost. Il est créé au Landestheater de Hanovre le 17 février 1952 sous la direction de Johannes Schüler.

## Rôles
- Manon Lescaut soprano
- Armand des Grieux ténor
- Frère de Manon baryton
- Francis baryton
- Lilaque ténor
- Fils de Lilaque baryton
- Une prostituée
- Deux drogués danseurs
- Un fumeur danseur
- Mendiants, prostituées, policiers, voyageurs, étudiants, vendeurs de journaux.

## Argument
À Paris après la Seconde Guerre mondiale, Des Grieux étudiant rencontre Manon Lescaut sur le quai d'une gare.

## Style
En utilisant la technique du dodécaphonisme, Henze alterne le parlé chanté et les grands airs tout en faisant des citations de Puccini, du jazz ou de Kurt Weill.